# Sasha (Sänger)/Diskografie
Diese Diskografie ist eine Übersicht über die musikalischen Werke des deutschen Popsängers Sasha und seiner Pseudonyme wie Dick Brave, H.I.M. und Sir Prize. Den Schallplattenauszeichnungen zufolge hat er bisher mehr als 3,3 Millionen Tonträger verkauft, davon alleine in seiner Heimat über 2,6 Millionen. Seine erfolgreichste Veröffentlichung ist das Debütalbum Dedicated to… mit über einer Million verkauften Einheiten.

## Alben

### Studioalben
| Jahr | Titel Musiklabel                                | Höchstplatzierung, Gesamtwochen, AuszeichnungChartplatzierungen (Jahr, Titel, Musiklabel, Platzierungen, Wochen, Auszeichnungen, Anmerkungen) | Höchstplatzierung, Gesamtwochen, AuszeichnungChartplatzierungen (Jahr, Titel, Musiklabel, Platzierungen, Wochen, Auszeichnungen, Anmerkungen) | Höchstplatzierung, Gesamtwochen, AuszeichnungChartplatzierungen (Jahr, Titel, Musiklabel, Platzierungen, Wochen, Auszeichnungen, Anmerkungen) | Anmerkungen                                                                               |
| Jahr | Titel Musiklabel                                | DE | AT | CH | Anmerkungen                                                                               |
| ---- | ----------------------------------------------- | --- | --- | --- | ----------------------------------------------------------------------------------------- |
| 1998 | Dedicated to… WEA Records (WMG)                 | DE4 Platin · (54 Wo.)DE | AT2 Gold · (33 Wo.)AT | CH10 Gold · (48 Wo.)CH | Erstveröffentlichung: 16. November 1998 Verkäufe: + 1.000.000                             |
| 2000 | … You WEA Records (WMG)                         | DE2 Gold · (35 Wo.)DE | AT5 (12 Wo.)AT | CH4 (22 Wo.)CH | Erstveröffentlichung: 2. Mai 2000 Verkäufe: + 150.000                                     |
| 2001 | Surfin’ on a Backbeat WEA Records (WMG)         | DE7 Gold · (23 Wo.)DE | AT63 (1 Wo.)AT | CH32 (4 Wo.)CH | Erstveröffentlichung: 12. November 2001 Verkäufe: + 150.000                               |
| 2003 | Dick This! WEA Records (WMG)                    | DE1 ×2Doppelplatin · (48 Wo.)DE | AT10 (21 Wo.)AT | CH18 (19 Wo.)CH | Erstveröffentlichung: 3. November 2003 Verkäufe: + 400.000 als Dick Brave & the Backbeats |
| 2006 | Open Water Warner Music (WMG)                   | DE7 (17 Wo.)DE | AT24 (6 Wo.)AT | CH36 (7 Wo.)CH | Erstveröffentlichung: 3. Februar 2006                                                     |
| 2009 | Good News on a Bad Day Wanderlust Records (WMG) | DE3 (13 Wo.)DE | AT18 (5 Wo.)AT | CH33 (4 Wo.)CH | Erstveröffentlichung: 27. Februar 2009                                                    |
| 2011 | Rock’n’Roll Therapy RCA Records (Sony)          | DE7 Gold · (17 Wo.)DE | AT18 (7 Wo.)AT | CH18 (5 Wo.)CH | Erstveröffentlichung: 14. Oktober 2011 Verkäufe: + 100.000 als Dick Brave & the Backbeats |
| 2014 | The One Columbia Records (Sony)                 | DE18 (6 Wo.)DE | — | CH59 (1 Wo.)CH | Erstveröffentlichung: 5. Dezember 2014                                                    |
| 2018 | Schlüsselkind Polydor (UMG)                     | DE4 (15 Wo.)DE | AT18 (4 Wo.)AT | CH38 (3 Wo.)CH | Erstveröffentlichung: 12. April 2018                                                      |
| 2023 | This Is My Time. This Is My Life. Ariola (Sony) | DE9 (9 Wo.)DE | AT29 (7 Wo.)AT | — | Erstveröffentlichung: 8. September 2023                                                   |

### Kompilationen
| Jahr | Titel Musiklabel                 | Höchstplatzierung, Gesamtwochen, AuszeichnungChartplatzierungen (Jahr, Titel, Musiklabel, Platzierungen, Wochen, Auszeichnungen, Anmerkungen) | Höchstplatzierung, Gesamtwochen, AuszeichnungChartplatzierungen (Jahr, Titel, Musiklabel, Platzierungen, Wochen, Auszeichnungen, Anmerkungen) | Höchstplatzierung, Gesamtwochen, AuszeichnungChartplatzierungen (Jahr, Titel, Musiklabel, Platzierungen, Wochen, Auszeichnungen, Anmerkungen) | Anmerkungen                                                |
| Jahr | Titel Musiklabel                 | DE | AT | CH | Anmerkungen                                                |
| ---- | -------------------------------- | --- | --- | --- | ---------------------------------------------------------- |
| 2006 | Greatest Hits Warner Music (WMG) | DE6 Platin · (39 Wo.)DE | AT35 (12 Wo.)AT | CH42 (8 Wo.)CH | Erstveröffentlichung: 1. Dezember 2006 Verkäufe: + 200.000 |

### EPs
| Jahr | Titel Musiklabel                      | Anmerkungen                                                                                      |
| ---- | ------------------------------------- | ------------------------------------------------------------------------------------------------ |
| 2021 | The Last Minute Jewel Records (Jewel) | Erstveröffentlichung: 10. Dezember 2021 mit Rea Garvey & Michael Mittermeier als Christmas Chaos |

### Kinderalben
| Jahr | Titel Musiklabel                                            | Anmerkungen                                     |
| ---- | ----------------------------------------------------------- | ----------------------------------------------- |
| 2022 | Singen und bewegen – Das Liederalbum Edel Music (Edel)      | Erstveröffentlichung: 1. April 2022 mit 3Berlin |
| 2023 | Toto und der Mann im Mond – Das Liederalbum Karussell (UMG) | Erstveröffentlichung: 28. Juli 2023             |

## Singles

### Als Leadmusiker
| Jahr | Titel Album                                              | Höchstplatzierung, Gesamtwochen, AuszeichnungChartplatzierungen (Jahr, Titel, Album, Platzierungen, Wochen, Auszeichnungen, Anmerkungen) | Höchstplatzierung, Gesamtwochen, AuszeichnungChartplatzierungen (Jahr, Titel, Album, Platzierungen, Wochen, Auszeichnungen, Anmerkungen) | Höchstplatzierung, Gesamtwochen, AuszeichnungChartplatzierungen (Jahr, Titel, Album, Platzierungen, Wochen, Auszeichnungen, Anmerkungen) | Anmerkungen                                                     |
| Jahr | Titel Album                                              | DE | AT | CH | Anmerkungen                                                     |
| ---- | -------------------------------------------------------- | --- | --- | --- | --------------------------------------------------------------- |
| 1996 | Lookin’ Out 4 Luv –                                      | — | — | — | Erstveröffentlichung: 3. Juni 1996 als H.I.M.                   |
| 1997 | Don’t Go Away / No no te vas (spanische Version) –       | — | — | — | Erstveröffentlichung: 1997 als Sir Prize                        |
| 1998 | I’m Still Waitin’ Dedicated to…                          | DE14 (18 Wo.)DE | AT16 (12 Wo.)AT | CH18 (12 Wo.)CH | Erstveröffentlichung: 22. Juni 1998 feat. Young Deenay          |
| 1998 | If You Believe Dedicated to…                             | DE3 Platin · (20 Wo.)DE | AT2 Gold · (16 Wo.)AT | CH4 Gold · (22 Wo.)CH | Erstveröffentlichung: 26. Oktober 1998 Verkäufe: + 625.000      |
| 1999 | We Can Leave the World Dedicated to…                     | DE10 (15 Wo.)DE | AT8 (11 Wo.)AT | CH8 (11 Wo.)CH | Erstveröffentlichung: 8. März 1999                              |
| 1999 | I Feel Lonely Dedicated to…                              | DE9 Gold · (13 Wo.)DE | AT14 (9 Wo.)AT | CH8 (17 Wo.)CH | Erstveröffentlichung: 21. Juni 1999 Verkäufe: + 250.000         |
| 2000 | Let Me Be the One … You                                  | DE13 (9 Wo.)DE | AT24 (7 Wo.)AT | CH16 (9 Wo.)CH | Erstveröffentlichung: 20. März 2000                             |
| 2000 | Chemical Reaction … You                                  | DE29 (9 Wo.)DE | AT39 (5 Wo.)AT | CH32 (4 Wo.)CH | Erstveröffentlichung: 26. Juni 2000                             |
| 2000 | Owner of My Heart … You                                  | DE31 (9 Wo.)DE | AT54 (3 Wo.)AT | CH61 (3 Wo.)CH | Erstveröffentlichung: 13. November 2000                         |
| 2001 | Here She Comes Again Surfin’ on a Backbeat               | DE26 (10 Wo.)DE | AT43 (7 Wo.)AT | CH42 (6 Wo.)CH | Erstveröffentlichung: 8. Oktober 2001                           |
| 2002 | Turn It into Something Special Surfin’ on a Backbeat     | DE35 (7 Wo.)DE | — | — | Erstveröffentlichung: 14. Januar 2002                           |
| 2002 | This Is My Time Surfin’ on a Backbeat (New Edition)      | DE13 (11 Wo.)DE | — | CH27 (13 Wo.)CH | Erstveröffentlichung: 23. April 2002                            |
| 2002 | Rooftop Surfin’ on a Backbeat                            | DE54 (5 Wo.)DE | — | — | Erstveröffentlichung: 30. September 2002                        |
| 2004 | Take Good Care of My Baby Dick This!                     | DE21 (9 Wo.)DE | AT52 (6 Wo.)AT | — | Erstveröffentlichung: 12. Januar 2004 Original: Bobby Vee       |
| 2004 | Walk This Way Dick This!                                 | — | — | — | Erstveröffentlichung: 2004 Original: Aerosmith                  |
| 2006 | Slowly Open Water                                        | DE26 (9 Wo.)DE | AT16 (12 Wo.)AT | CH56 (11 Wo.)CH | Erstveröffentlichung: 3. März 2006                              |
| 2006 | Goodbye Open Water                                       | DE36 (10 Wo.)DE | — | CH77 (2 Wo.)CH | Erstveröffentlichung: 26. Mai 2006                              |
| 2006 | Coming Home Greatest Hits                                | DE10 (13 Wo.)DE | AT24 (11 Wo.)AT | — | Erstveröffentlichung: 23. November 2006                         |
| 2007 | Lucky Day Greatest Hits                                  | DE12 (17 Wo.)DE | AT18 (21 Wo.)AT | — | Erstveröffentlichung: 9. März 2007                              |
| 2007 | Hide & Seek Greatest Hits                                | DE8 (12 Wo.)DE | AT33 (14 Wo.)AT | CH63 (6 Wo.)CH | Erstveröffentlichung: 9. November 2007                          |
| 2009 | Please, Please, Please Good News on a Bad Day            | DE22 (9 Wo.)DE | AT37 (7 Wo.)AT | — | Erstveröffentlichung: 13. Februar 2009                          |
| 2009 | There She Goes Good News on a Bad Day                    | — | — | — | Erstveröffentlichung: 19. Juni 2009                             |
| 2009 | On the Run –                                             | DE82 (1 Wo.)DE | — | — | Erstveröffentlichung: 11. September 2009                        |
| 2009 | Father and Son Wickie und die starken Männer (O.S.T.)    | DE64 (2 Wo.)DE | — | — | Erstveröffentlichung: 25. September 2009 mit Bully              |
| 2009 | Wide Awake Good News on a Bad Day                        | DE68 (3 Wo.)DE | — | — | Erstveröffentlichung: 27. November 2009 feat. Maria Mena        |
| 2011 | Just Can’t Get Enough Rock’n’Roll Therapy                | — | — | — | Erstveröffentlichung: 26. September 2011 Original: Depeche Mode |
| 2014 | Good Days The One                                        | DE38 (10 Wo.)DE | — | — | Erstveröffentlichung: 7. November 2014                          |
| 2015 | The One                                                  | — | — | — | Erstveröffentlichung: 17. April 2015                            |
| 2015 | Enjoy the Ride The One                                   | — | — | — | Erstveröffentlichung: 17. Juli 2015                             |
| 2018 | Du fängst mich ein Schlüsselkind                         | — | — | — | Erstveröffentlichung: 23. Februar 2018                          |
| 2018 | Polaroid Schlüsselkind                                   | — | — | — | Erstveröffentlichung: 30. März 2018                             |
| 2019 | Genug ist genug Schlüsselkind                            | — | — | — | Erstveröffentlichung: 6. April 2018                             |
| 2020 | Die beste Zeit / The Best of Times (englische Version) – | — | — | — | Erstveröffentlichung: 12. Juni 2020                             |
| 2020 | Party Party Party (Partyersatzsong) –                    | — | — | — | Erstveröffentlichung: 10. November 2020                         |
| 2021 | Waterfalls –                                             | — | — | — | Erstveröffentlichung: 16. April 2021                            |
| 2022 | Lighthouse This Is My Time. This Is My Life.             | — | — | — | Erstveröffentlichung: 23. September 2022                        |
| 2023 | Showtime This Is My Time. This Is My Life.               | — | — | — | Erstveröffentlichung: 18. Mai 2023                              |
| 2023 | 9 Lives This Is My Time. This Is My Life.                | — | — | — | Erstveröffentlichung: 14. Juli 2023                             |

### Als Gastmusiker
| Jahr | Titel Album                                                | Höchstplatzierung, Gesamtwochen, AuszeichnungChartplatzierungen (Jahr, Titel, Album, Platzierungen, Wochen, Auszeichnungen, Anmerkungen) | Höchstplatzierung, Gesamtwochen, AuszeichnungChartplatzierungen (Jahr, Titel, Album, Platzierungen, Wochen, Auszeichnungen, Anmerkungen) | Höchstplatzierung, Gesamtwochen, AuszeichnungChartplatzierungen (Jahr, Titel, Album, Platzierungen, Wochen, Auszeichnungen, Anmerkungen) | Anmerkungen |
| Jahr | Titel Album                                                | DE | AT | CH | Anmerkungen |
| ---- | ---------------------------------------------------------- | --- | --- | --- | --- |
| 1997 | Oh Shit – Frau Schmidt Das Album                           | DE18 (16 Wo.)DE | AT23 (8 Wo.)AT | CH17 (11 Wo.)CH | Erstveröffentlichung: 17. Februar 1997 Begleitgesang bei Der Wolf                                                            |
| 1997 | Walk on By Birth                                           | DE5 Gold · (26 Wo.)DE | AT5 (14 Wo.)AT | CH9 (14 Wo.)CH | Erstveröffentlichung: 8. September 1997 Verkäufe: + 250.000; Young Deenay intr. Sasha                                        |
| 1998 | Wannabe Your Lover Birth                                   | DE7 (13 Wo.)DE | AT12 (12 Wo.)AT | CH11 (11 Wo.)CH | Erstveröffentlichung: 20. April 1998 Young Deenay feat. Sasha                                                                |
| 2001 | Gib mir Musik Die ganze Zeit                               | DE44 (7 Wo.)DE | AT68 (4 Wo.)AT | CH61 (9 Wo.)CH | Erstveröffentlichung: Edo Zanki & Friends Original: Edo Zanki – Viertel vor neun, viertel vor zehn                           |
| 2003 | Wunder gescheh’n 20 Jahre – Nena feat. Nena (2003 Edition) | DE9 (9 Wo.)DE | AT26 (15 Wo.)AT | CH88 (2 Wo.)CH | Erstveröffentlichung: 24. Februar 2003 Nena & Friends (Ben, Udo Lindenberg, Sasha, Helge Schneider, Jasmin Tabatabai & Witt) |
| 2020 | Best of Us –                                               | DE78 Gold · (8 Wo.)DE | — | — | Erstveröffentlichung: 25. Juni 2020 Verkäufe: + 200.000; als Teil von Wier                                                   |
| 2020 | Kaufmann und Maid Feuer & Flamme (Helden Edition)          | — | — | — | Erstveröffentlichung: 13. November 2020 mit Saltatio Mortis, Feuerschwanz, Subway to Sally, Tanzwut, dArtagnan & Patty Gurdy |
| 2021 | Hypa Hypa MMXX (Hypa Hypa Edition)                         | DE— aDE | — | — | Erstveröffentlichung: 7. Mai 2021 Eskimo Callboy feat. Sasha                                                                 |

## Videoalben und Musikvideos

### Videoalben
| Jahr | Titel                                         | Höchstplatzierung, Gesamtwochen, AuszeichnungChartplatzierungen (Jahr, Titel, Platzierungen, Wochen, Auszeichnungen, Anmerkungen) | Höchstplatzierung, Gesamtwochen, AuszeichnungChartplatzierungen (Jahr, Titel, Platzierungen, Wochen, Auszeichnungen, Anmerkungen) | Höchstplatzierung, Gesamtwochen, AuszeichnungChartplatzierungen (Jahr, Titel, Platzierungen, Wochen, Auszeichnungen, Anmerkungen) | Anmerkungen                                                                           |
| Jahr | Titel                                         | DE | AT | CH | Anmerkungen                                                                           |
| ---- | --------------------------------------------- | --- | --- | --- | ------------------------------------------------------------------------------------- |
| 2002 | Livebeats Warner Music (WMG)                  | — | — | — | Erstveröffentlichung: 17. Juni 2002                                                   |
| 2004 | Live at the Limelight Warner Music (WMG)      | DE55 (2 Wo.)DE | — | — | Erstveröffentlichung: 1. März 2004 als Dick Brave & The Backbeats                     |
| 2006 | Greatest Hits – The Videos Warner Music (WMG) | DE*DE | — | CH*CH | Erstveröffentlichung: 1. Dezember 2006 * Verkäufe werden der Kompilation hinzuaddiert |

### Musikvideos
| Jahr | Titel                               | Regisseur(e)                                |
| ---- | ----------------------------------- | ------------------------------------------- |
| 1997 | Oh Shit – Frau Schmidt              |                                             |
| 1997 | Walk on By                          |                                             |
| 1998 | Wannabe Your Lover                  |                                             |
| 1998 | I’m Still Waitin’                   |                                             |
| 1998 | If You Believe                      | Cadmo Quintero                              |
| 1999 | We Can Leave the World              |                                             |
| 1999 | I Feel Lonely                       | Patric Ullaeus                              |
| 2000 | Let Me Be the One                   |                                             |
| 2000 | Chemical Reaction                   | Patric Ullaeus                              |
| 2000 | Owner of My Heart                   | John Buche                                  |
| 2001 | Gib mir Musik                       |                                             |
| 2001 | Here She Comes Again                | Manuel Werner                               |
| 2002 | Turn It into Something Special      | Manuel Werner                               |
| 2002 | This Is My Time                     | Alan Smithee                                |
| 2002 | Rooftop                             | Björn Magsig                                |
| 2003 | Wunder gescheh’n                    | Oliver Sommer                               |
| 2004 | Take Good Care of My Baby           |                                             |
| 2004 | Walk This Way                       | Pet&Flo (Florian Giefer & Peter Göltenboth) |
| 2004 | Give It Away                        | Jan Behrens                                 |
| 2006 | Slowly                              | Pet&Flo (Florian Giefer & Peter Göltenboth) |
| 2006 | Goodbye                             | Tibor Glage                                 |
| 2007 | Lucky Day                           | Sven Bollinger                              |
| 2007 | Hide & Seek                         | Manuel Werner                               |
| 2007 | Coming Home                         | Sven Bollinger                              |
| 2009 | Please, Please, Please              | Markus Gerwinat                             |
| 2009 | There She Goes                      | Sascha Gröhl                                |
| 2009 | Father and Son                      |                                             |
| 2009 | Wide Awake                          | Dominic Bünning, Sven Sindt                 |
| 2011 | Just Can’t Get Enough               | Fabian Möhrke                               |
| 2012 | Just the Way You Are                | Sören Schaller                              |
| 2014 | Good Days                           | Maximilian Wiedenhofer                      |
| 2017 | War Is Over                         | Christoph Heidrich, Benedikt Schnermann     |
| 2018 | Du fängst mich ein                  | Julia Mücke, Konrad Weinz                   |
| 2018 | Lichterketten                       | Mike Busse                                  |
| 2019 | Polaroid                            | Ben Sträßle                                 |
| 2020 | Best of Us                          |                                             |
| 2020 | Party Party Party (Partyersatzsong) |                                             |
| 2020 | Kaufmann und Maid                   | Robin Biesenbach, Simon Volz                |
| 2021 | Hypa Hypa                           | Oliver Schillo, Pascal Schillo              |
| 2022 | Lighthouse                          | Vivien Bauernschmidt                        |

## Sonderveröffentlichungen

### Alben
| Jahr | Titel Musiklabel                                                   | Anmerkungen                                                             |
| ---- | ------------------------------------------------------------------ | ----------------------------------------------------------------------- |
| 2000 | Ballads for You WEA Records/WWW Records (Торговая Фирма “Никитин”) | Erstveröffentlichung: 2000 Veröffentlichung in Russland und der Ukraine |
| 2008 | Dedicated to … / … You WEA Records (WMG)                           | Erstveröffentlichung: 5. September 2008 Teil der „2-in-1“-Reihe         |

| Jahr | Titel Musiklabel                           | Anmerkungen                                                  |
| ---- | ------------------------------------------ | ------------------------------------------------------------ |
| 2009 | iTunes Live aus München Warner Music (WMG) | Erstveröffentlichung: 16. März 2019 Vertrieb nur über iTunes |

### Lieder
| Jahr | Titel Album                                                        | Anmerkungen |
| ---- | ------------------------------------------------------------------ | --- |
| 1997 | Oh Shit – Frau Schmidt Das Album                                   | Erstveröffentlichung: 17. März 1997 Begleitgesang bei Der Wolf                                                           |
| 1998 | Wannabe Your Lover Birth                                           | Erstveröffentlichung: 25. Mai 1998 Young Deenay feat. Sasha                                                              |
| 1998 | Walk on By Birth                                                   | Erstveröffentlichung: 25. Mai 1998 Young Deenay intr. Sasha                                                              |
| 2001 | Gib mir Musik Die ganze Zeit                                       | Erstveröffentlichung: 26. März 2001 Edo Zanki & Friends; Original: Edo Zanki – Viertel vor neun, viertel vor zehn        |
| 2003 | Wunder gescheh’n 20 Jahre – Nena feat. Nena (2003 Edition)         | Erstveröffentlichung: 3. März 2003 Nena & Friends (Ben, Udo Lindenberg, Sasha, Helge Schneider, Jasmin Tabatabai & Witt) |
| 2010 | Endloser Sommer So ist das Spiel                                   | Erstveröffentlichung: 5. März 2010 S. Waggershausen feat. Sasha, Jan Josef Liefers, H. Wehland & The Fabulous Homeboys   |
| 2015 | Keeps on Walking Up                                                | Erstveröffentlichung: 27. Februar 2015 Nils Wülker feat. Sasha                                                           |
| 2015 | Bad, Bad Leroy Brown (Live) Cicero Sings Sinatra – Live in Hamburg | Erstveröffentlichung: 27. November 2015 Roger Cicero feat. Sasha, Xavier Naidoo & Yvonne Catterfeld; Original: Jim Croce |
| 2015 | Luck Be a Lady (Live) Cicero Sings Sinatra – Live in Hamburg       | Erstveröffentlichung: 27. November 2015 Roger Cicero feat. Sasha; Original: Robert Alda                                  |
| 2016 | New Moon Doldinger                                                 | Erstveröffentlichung: 29. April 2016 Klaus Doldinger’s Passport feat. Sasha                                              |
| 2018 | Leise rieselt der Schnee Feliz Navidad                             | Erstveröffentlichung: 16. November 2018 Rolando Villazón feat. Sasha; Original: Eduard Ebel                              |
| 2021 | Kaufmann und Maid Feuer & Flamme (Helden Edition)                  | Erstveröffentlichung: 26. März 2021 mit Saltatio Mortis, Feuerschwanz, Subway to Sally, Tanzwut, dArtagnan & Patty Gurdy |
| 2021 | Hypa Hypa MMXX (Hypa Hypa Edition)                                 | Erstveröffentlichung: 21. Mai 2021 Eskimo Callboy feat. Sasha                                                            |

| Jahr | Titel Album                                                                         | Anmerkungen |
| ---- | ----------------------------------------------------------------------------------- | --- |
| 2001 | El burro Mittermeier & Friends                                                      | Erstveröffentlichung: 30. April 2001 Sasha meets Mittermeier                                                          |
| 2009 | Turn It Into Something Special (Live) Live 8 – Berlin July 2nd 2005                 | Erstveröffentlichung: 28. Mai 2009                                                                                    |
| 2009 | Die da!?! A Tribute to Die Fantastischen Vier                                       | Erstveröffentlichung: 7. August 2009 Original: Die Fantastischen Vier                                                 |
| 2014 | From Zero to Hero Sing meinen Song – Das Tauschkonzert                              | Erstveröffentlichung: 16. Mai 2014 Original: Sarah Connor                                                             |
| 2014 | Open Your Eyes Sing meinen Song – Das Tauschkonzert                                 | Erstveröffentlichung: 16. Mai 2014 Original: Guano Apes                                                               |
| 2014 | Und wenn dein Lied Sing meinen Song – Das Tauschkonzert                             | Erstveröffentlichung: 16. Mai 2014 mit den Sing meinen Song Allstars; Original: Söhne Mannheims – Und wenn ein Lied   |
| 2014 | Zieh die Schuh’ aus Sing meinen Song – Das Tauschkonzert                            | Erstveröffentlichung: 16. Mai 2014 Original: Roger Cicero                                                             |
| 2014 | Hörst du mich Sing meinen Song – Das Tauschkonzert (Deluxe Edition)                 | Erstveröffentlichung: 6. Juni 2014 Original: Gregor Meyle                                                             |
| 2014 | You’re Just Bein’ You Sing meinen Song – Das Tauschkonzert (Deluxe Edition)         | Erstveröffentlichung: 6. Juni 2014 Original: Andreas Gabalier                                                         |
| 2014 | All I Want For Christmas Is You Sing meinen Song – Das Weihnachtskonzert            | Erstveröffentlichung: 5. Dezember 2014 Original: Mariah Carey                                                         |
| 2014 | White Christmas Sing meinen Song – Das Weihnachtskonzert                            | Erstveröffentlichung: 5. Dezember 2014 Original: Bing Crosby                                                          |
| 2016 | Wie schön, dass du geboren bist Giraffenaffen 5                                     | Erstveröffentlichung: 27. Oktober 2016 Original: Rolf Zuckowski                                                       |
| 2017 | Davon krieg ich nie genug Sesamstraße präsentiert – Ernie und Bert singen mit Stars | Erstveröffentlichung: 27. Januar 2017 als Dick Brave mit Ernie & Bert; Original: Depeche Mode – Just Can’t Get Enough |

| Jahr | Titel Soundtrack zu                                           | Anmerkungen                                        |
| ---- | ------------------------------------------------------------- | -------------------------------------------------- |
| 2002 | Here She Comes Again 666 – Traue keinem, mit dem du schläfst! | Erstveröffentlichung: 25. Februar 2002             |
| 2009 | Father and Son Wickie und die starken Männer                  | Erstveröffentlichung: 11. September 2009 mit Bully |

### Videoalben
| Jahr | Titel Musiklabel                                                  | Anmerkungen |
| ---- | ----------------------------------------------------------------- | --- |
| 2007 | Greatest Hits (Platin Edition) Warner Music (WMG)                 | Erstveröffentlichung: 8. Juni 2007 erweiterte Fassung mit Bonus-DVD, Verkäufe werden dem Studioalbum hinzuaddiert                                    |
| 2009 | Good News on a Bad Day (Limited Edition) Wanderlust Records (WMG) | Erstveröffentlichung: 27. Februar 2009 erweiterte Fassung mit Bonus-DVD, Verkäufe werden dem Studioalbum hinzuaddiert                                |
| 2011 | Rock’n’Roll Therapy (Limited Edition) RCA Records (Sony)          | Erstveröffentlichung: 14. Oktober 2011 als Dick Brave & the Backbeats erweiterte Fassung mit Bonus-DVD, Verkäufe werden dem Studioalbum hinzuaddiert |
| 2012 | Live @ Rockpalast Sony Music (Sony)                               | Erstveröffentlichung: 9. November 2012 als Dick Brave & the Backbeats; Teil der „Rockpalast“-Reihe                                                   |

## Promoveröffentlichungen
Promo-Singles

| Jahr | Titel Album                                                        | Höchstplatzierung, Gesamtwochen, AuszeichnungChartplatzierungen (Jahr, Titel, Album, Platzierungen, Wochen, Auszeichnungen, Anmerkungen) | Höchstplatzierung, Gesamtwochen, AuszeichnungChartplatzierungen (Jahr, Titel, Album, Platzierungen, Wochen, Auszeichnungen, Anmerkungen) | Höchstplatzierung, Gesamtwochen, AuszeichnungChartplatzierungen (Jahr, Titel, Album, Platzierungen, Wochen, Auszeichnungen, Anmerkungen) | Anmerkungen                                                 |
| Jahr | Titel Album                                                        | DE | AT | CH | Anmerkungen                                                 |
| ---- | ------------------------------------------------------------------ | --- | --- | --- | ----------------------------------------------------------- |
| 2012 | Just the Way You Are Rock’n’Roll Therapy                           | — | — | — | Erstveröffentlichung: 13. Februar 2012 Original: Bruno Mars |
| 2014 | Zieh die Schuh’ aus Sing meinen Song – Das Tauschkonzert (Sampler) | — | AT21 (1 Wo.)AT | — | Erstveröffentlichung: 13. Mai 2014 Original: Roger Cicero   |
| 2022 | As It Was –                                                        | — | — | — | Erstveröffentlichung: 29. Juli 2022 Original: Harry Styles  |
| 2023 | Showtime –                                                         | — | — | — | Erstveröffentlichung: 19. Mai 2023                          |
| 2023 | Toto und der Mann im Mond                                          | — | — | — | Erstveröffentlichung: 14. Juli 2023                         |

## Hörbücher und Hörspiele
| Jahr | Titel Musiklabel                                        | Anmerkungen                                                           |
| ---- | ------------------------------------------------------- | --------------------------------------------------------------------- |
| 2017 | Rolfs neue Vogelhochzeit Musik für Dich (UMG)           | Erstveröffentlichung: 7. April 2017 u. a. mit Rolf Zuckowski & Oonagh |
| 2021 | If You Believe – Die autobiografie Knaur Verlag (Argon) | Erstveröffentlichung: 1. Dezember 2021                                |

## Statistik

### Chartauswertung
Die folgenden Statistiken bieten einen Übersicht über die Charterfolge von Sasha in den Album- und Singlecharts. Zu berücksichtigen ist, dass sich Videoalben in Deutschland auch in den Albumcharts platzieren.
|                     | DE     | AT     | CH     |
| ------------------- | ------ | ------ | ------ |
| Nummer-eins-Alben   | DE1DE  | AT—AT  | CH—CH  |
| Top-10-Alben        | DE10DE | AT3AT  | CH2CH  |
| Alben in den Charts | DE12DE | AT10AT | CH10CH |

|                       | DE     | AT     | CH     |
| --------------------- | ------ | ------ | ------ |
| Nummer-eins-Singles   | DE—DE  | AT—AT  | CH—CH  |
| Top-10-Singles        | DE8DE  | AT3AT  | CH4CH  |
| Singles in den Charts | DE28DE | AT20AT | CH17CH |

### Auszeichnungen für Musikverkäufe
| Goldene Schallplatte - Belgien - 1999: für die Single If You Believe - Dänemark - 1998–2000: für das Album Dedicated to … - Frankreich - 1999: für das Album Dedicated to … - Italien - 1998–2000: für das Album Dedicated to … - Niederlande - 1999: für die Single If You Believe - Portugal - 1998–2000: für das Album Dedicated to … - Tschechien - 1998–2000: für das Album Dedicated to … | Platin-Schallplatte - Europa - 2000: für das Album Dedicated to … |

Anmerkung: Auszeichnungen in Ländern aus den Charttabellen bzw. Chartboxen sind in ebendiesen zu finden.
| Land/RegionAuszeichnungen für Musikverkäufe (Land/Region, Auszeichnungen, Verkäufe, Quellen) | Gold       | Platin     | Verkäufe    | Quellen                                                     |
| -------------------------------------------------------------------------------------------- | ---------- | ---------- | ----------- | ----------------------------------------------------------- |
| Belgien (BRMA)                                                                               | Gold1      | —          | 25.000      | ultratop.be                                                 |
| Dänemark (IFPI)                                                                              | Gold1      | —          | 25.000      | Einzelnachweise                                             |
| Deutschland (BVMI)                                                                           | 6× Gold6   | 5× Platin5 | 2.600.000   | musikindustrie.de                                           |
| Europa (IFPI)                                                                                | —          | Platin1    | (1.000.000) | ifpi.org (Memento vom 19. Oktober 2013 im Internet Archive) |
| Frankreich (SNEP)                                                                            | Gold1      | —          | 100.000     | Einzelnachweise                                             |
| Italien (FIMI)                                                                               | Gold1      | —          | 50.000      | Einzelnachweise                                             |
| Niederlande (NVPI)                                                                           | Gold1      | —          | 50.000      | nvpi.nl                                                     |
| Österreich (IFPI)                                                                            | 2× Gold2   | —          | 50.000      | ifpi.at                                                     |
| Portugal (AFP)                                                                               | Gold1      | —          | 20.000      | Einzelnachweise                                             |
| Schweiz (IFPI)                                                                               | 2× Gold2   | —          | 50.000      | hitparade.ch                                                |
| Tschechien (IFPI)                                                                            | Gold1      | —          | 5.000       | Einzelnachweise                                             |
| Insgesamt                                                                                    | 17× Gold17 | 6× Platin6 |             |                                                             |